# 오킹
오킹(본명: 오병민, 1993년 10월 25일~)은 대한민국의 트위치 스트리머이자 인터넷 방송인이다. 본관은 동복이다.

## 수상
- 2019년 포트나이트 월드컵 종합 2위